# Haus des Handwerks

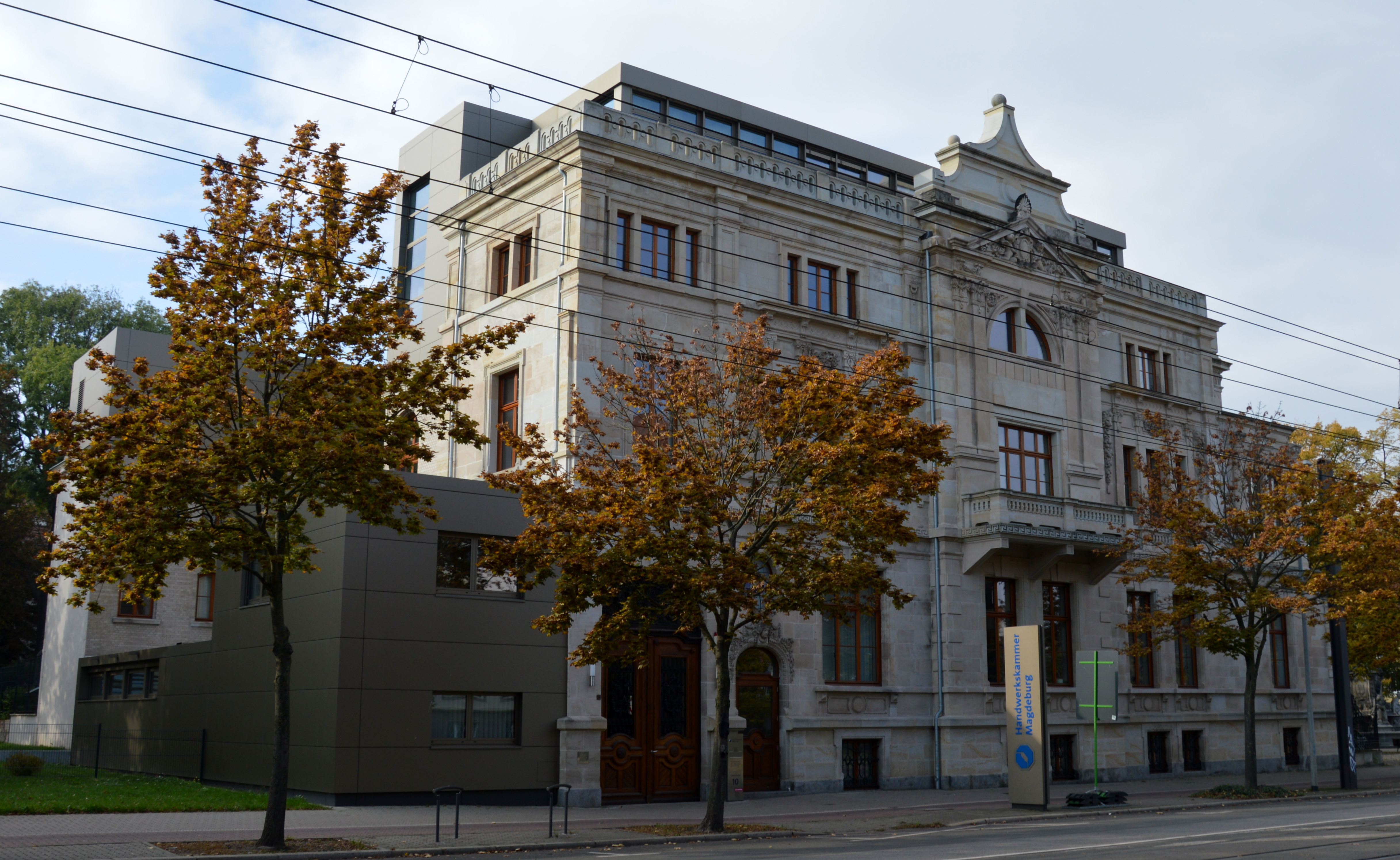
Haus des Handwerks

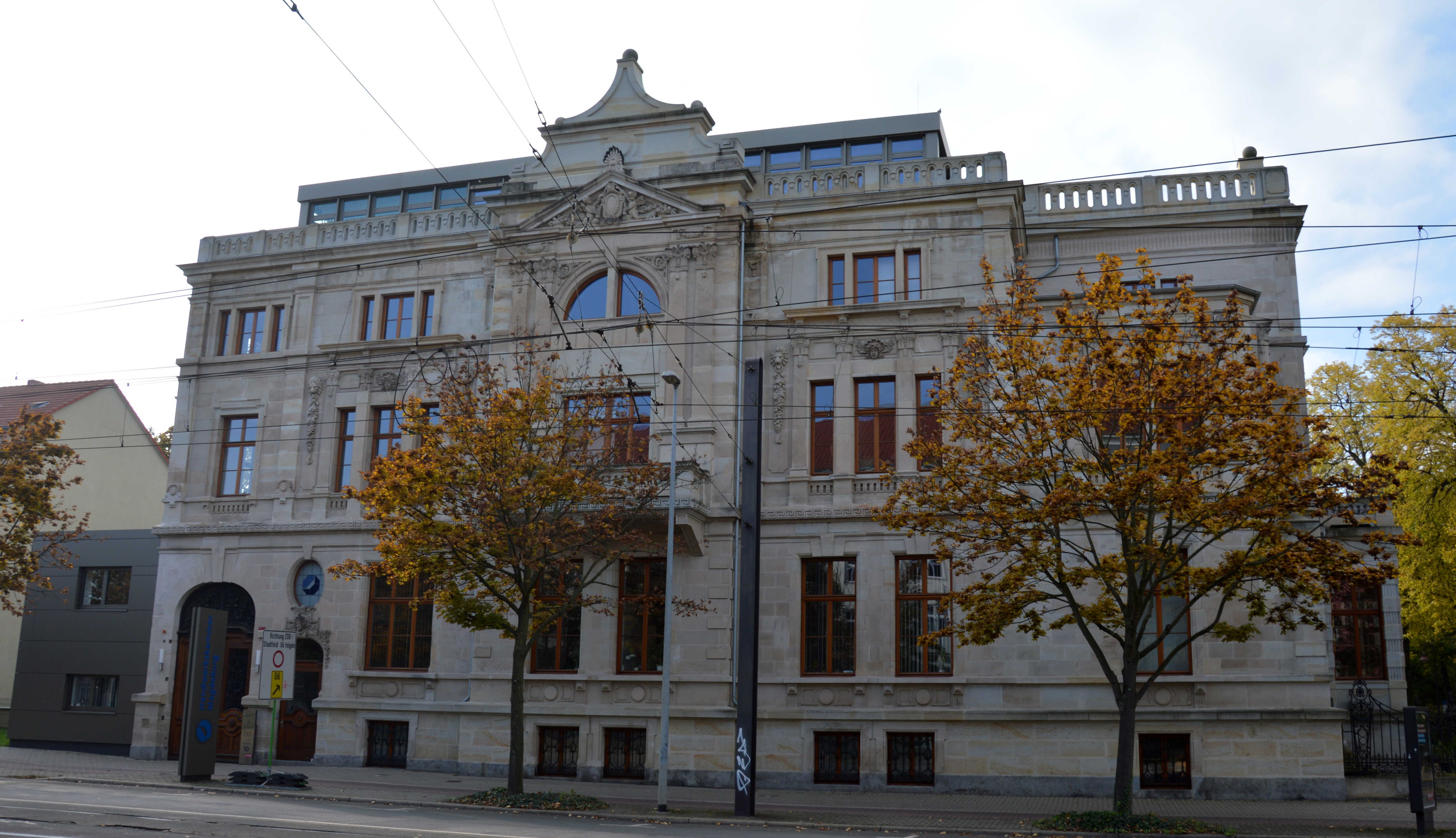

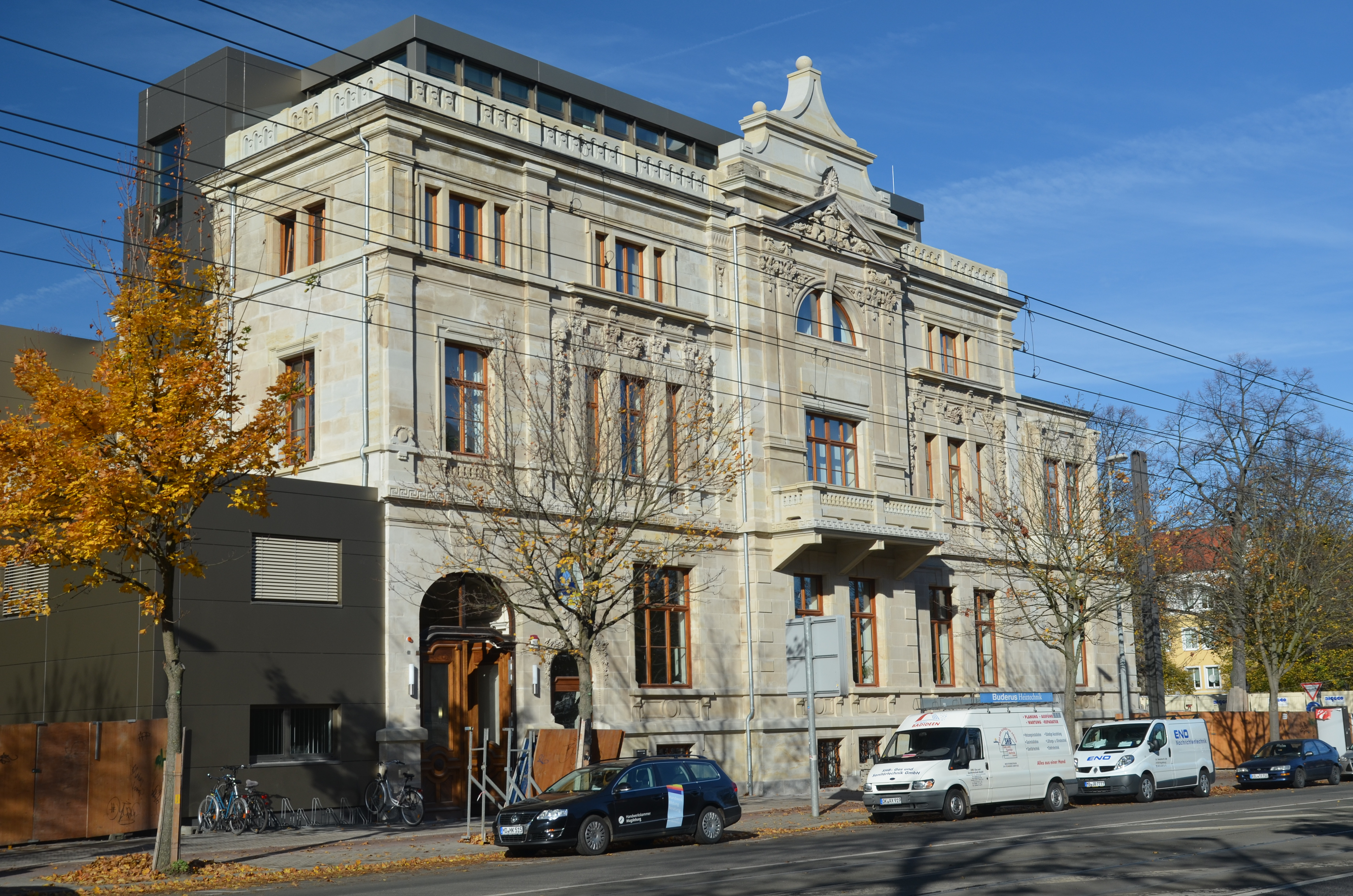
2012

Das Haus des Handwerks ist ein denkmalgeschütztes Gebäude in Magdeburg in Sachsen-Anhalt. Es ist Sitz der Handwerkskammer Magdeburg. Darüber hinaus bestand bis 2018 im Gebäude die Gaststätte Selma & Rudolph.

## Lage
Das Haus steht auf dem Grundstück Gareisstraße 10 auf der Westseite der Gareisstraße im Magdeburger Stadtteil Alte Neustadt. Nördlich grenzt der Haydnplatz an.

## Architektur und Geschichte
Die repräsentative dreigeschossige Villa wurde im Jahr 1901 für Mathilde Selma Rudolph geb. Budenberg (1853–1931) errichtet und präsentiert sich als eklektizistisches Palais unmittelbar am alten nördlichen Zugang zur Magdeburger Altstadt. Mathilde Selma Rudolph war die jüngste Tochter des Unternehmers Christian Friedrich Budenberg, Witwe des Unternehmers Ludwig Heinrich Carl Rudolph und Eigentümerin der Maschinenfabrik C. Rudolph & Co. Sie galt als reichste Frau Magdeburgs. Für das Gebäude war der Name Rudolphsche Villa gebräuchlich.
Die Entscheidung zum Bau der Villa fiel am 24. Oktober 1898, Selma Rudolph erwarb das Grundstück für 64.139,50 Mark. Zuvor hatte sie das Gelände bereits über mehrere Jahre gepachtet und als Garten genutzt. Als Architekt wurde der Wiesbadener Alfred Schellenberg gewonnen. Die Baugenehmigung beinhaltete als Auflage die repräsentative Gestaltung des Hauses, die sich als Fortsetzung des südlich befindlichen Breiten Wegs darstellen sollte. Die Grundsteinlegung erfolgte am 18. Februar 1899, die Abnahme durch die Baubehörde am 14. Mai 1901.
Die Ostfassade zur Gareisstraße verfügt über einen Mittelrisalit, er war ursprünglich von zwei mit Figuren besetzten Prunkgiebeln im neobarocken Stil flankiert. Nach Norden zum Haydnplatz bestand zunächst eine offene Loggia mit Palladio-Motiven, die von Türmchen flankiert wird, die mit Schweifhelmen bekrönt waren. Nach Westen zum Garten hin hat das Haus einen Runderker. Das Gebäude wurde mit einer Verblendung aus Sandstein versehen. Bedeckt wird der Bau von einem Flachdach, der bauzeitlich mit Attika und Skulpturen bekrönt war.
Im Inneren des Gebäudes waren zwei Wohnungen und Räume für gesellschaftliche Veranstaltungen eingerichtet. Im Haus lebte Selma Rudolph mit ihrer Tochter, ihren drei Söhnen und weiteren Familienmitgliedern. Häufig wurden auch kulturelle Veranstaltungen und Feste im Gebäude durchgeführt.
Umgeben ist das Gebäude von einem mit einem schmiedeeisernen Zaun umgebenen Garten, der jedoch in den 1930er Jahren verkleinert wurde. Ursprünglich bestand er aus einem vorderen, vornehm gehaltenen, und einem hinteren Teil, in dem sich Gemüse- und Kräuterbeete, Obstbäume und Kinderspielgeräte befanden.

### 1930er Jahre
Nach dem Tod Selma Rudolphs im Jahr 1931 gab die Familie aus Kostengründen die eigene Nutzung des Hauses auf. Neue Mieter waren dann ab 1934 die SA und die NSDAP. Die Villa diente als Hauptquartier der SA-Gruppe Elbe, später Mitte. Die SA richtete in der Villa ein wildes Konzentrationslager ein. In den Kellern des Hauses wurden Gefangene gefoltert.
Das durch die Nutzung von SA und NSDAP baulich bereits in Mitleidenschaft gezogene Haus erlitt beim Luftangriff auf Magdeburg am 16. Januar 1945 schwere Schäden. Die Villa brannte aus, war jedoch das einzige Gebäude der ehemaligen Kaiser-Wilhelm-Straße, das zumindest in seiner Grundsubstanz noch bestand. Es dauerte zwei Wochen, bis die Temperaturen im Haus soweit abgekühlt waren, dass es wieder betreten werden konnte. Die Inneneinrichtung war vollständig zerstört, abgesehen von einem großen Tresor, der samt Inhalt im Keller erhalten blieb. Etwa ein Jahr später, am 23. Januar 1946, fand durch die Erben und den ehemaligen Stadtbaurat Julius Götsch eine Begehung des Grundstücks statt. Als am schwersten zerstört wurde die Nordfassade und das Dachgeschoss festgestellt. Eine Bombe hatte mehrere Decken durchschlagen. Türen, Fenster und auch Fensterrahmen waren zerstört. Die Hitze hatte die steinernen Treppenstufen des Hauses springen und herabstürzen lassen. Insgesamt wurde das Gebäude jedoch nicht als Totalschaden eingeschätzt. Die massive Bauweise und die im Gebäude eingesetzten Försterdecken hatten schlimmere Schäden verhindert.

### Nach 1945
Die Erben waren jedoch nicht in der Lage, die Mittel für ein erforderliches provisorisches Dach und die Steuern aufzubringen. Am 18. März 1947 verkauften sie das Haus für 125.000 Reichsmark an das Ehepaar Karl und Martha Ott. Karl Ott betrieb in Magdeburg ein Pelzhaus und plante, die Villa für die Ausstellung seiner Produkte zu nutzen. Im Keller sollte die Konservierung der Pelze erfolgen. Ott begann mit der Reparatur der Schäden und setzte bis zu 15 Arbeiter ein. Mauersteine wurden vom zerbombten Nachbargrundstück geborgen, Schutt wurde weggeräumt, Decken wieder eingezogen und das Dach eingedeckt. Darüber hinaus fanden Elektroarbeiten statt, und die Innenräume wurden verputzt. Mit der Währungsreform von 1948 verlor Ott jedoch sämtliche Mittel, die Bauarbeiten wurden eingestellt. Das Gebäude war halbfertig und stand leer. Die Stadt Magdeburg lagerte 1952/1953 im Haus Einrichtungsgegenstände aus geräumten Wohnungen von aus der DDR Geflohenen. Am 23. April 1954 verkaufte die Familie Ott die Immobilie dann an die Handwerkskammer Magdeburg.
Die Handwerkskammer begann ab September 1955 unter Nutzung der Kapazitäten ihrer Mitgliedsbetriebe mit der weiteren Instandsetzung des Hauses. Das Projekt traf intern wegen der erheblichen Kosten auch auf Kritik. Die Neuprojektierung des Hauses übernahm das Architektenkollektiv der Fachschule für angewandte Kunst Magdeburg. Die an der Schule tätigen Lehrer Wilhelm Paulke und Willi Winkler erarbeiteten 1956 ein Wandfries das die Menschheitsgeschichte im Rahmen des Handwerks und insbesondere die in der Kammer organisierten Gewerke darstellt. Neben der Darstellung von Handwerken in Stein-, Bronze- und Eisenzeit finden sich darauf auch die Wappen der damaligen Landkreise und Städte im Kammerbezirk. Spenden und freiwillige Leistungen im Rahmen des Projekts beliefen sich auf mehr als 300.000 Mark. Das Vorhaben gehörte zum Nationalen Aufbauwerk. Bedingt durch den herrschenden Materialmangel und begrenzter Ressourcen wurde die Fassade entgegen der ursprünglichen Gestaltung sehr schlicht ausgeführt. Die Nordseite zum Haydnplatz wurde deutlich verändert. Ein dort ursprünglich bestehender Balkon wurde zu einem Anbau umgebaut, der die historische Gebäudegestaltung stark beeinträchtigte.
Am 16. August 1957 wurde die Villa dann als Kulturhaus des Handwerks eröffnet. Sie war nun Kulturhaus und Zentrum für Weiterbildung für die Mitarbeiter von 22.000 Handwerksbetrieben im Kammerbezirk. In der Villa wurden ein Hotel und eine Gaststätte eingerichtet, die zu den besten Einrichtungen in der Stadt Magdeburg wurden und insbesondere auch eine für DDR-Verhältnisse ungewöhnlich gute Auswahl an Weinen und Bieren hatte. Im Keller bestand das Gildestübchen, der Garten wurde für Freiluftgastronomie genutzt.

### Nach 1990
1991 gründete sich im Haus des Handwerks der sachsen-anhaltische Landesverband des Bündnis 90.
Im Jahr 1992 wurde das Kulturhaus geschlossen und das Inventar versteigert. Es folgte ein Verkauf des Gebäudes durch die Handwerkskammer an einen Investor, der neben einer Gaststätte und einem Hotel auch eine Schaubrauerei einrichten wollte. Es erfolgten auch entsprechende Umbauarbeiten. 1995 meldete der Investor jedoch Insolvenz an. Es folgten diverse Zwangsversteigerungs-Termine, die jedoch erfolglos blieben. Die Villa stand leer und verfiel zusehends. 2006 wurde ein Arbeitskreis gegründet, der die Rettung des Baudenkmals ermöglichen sollte. Eine Professorin der benachbarten Otto-von-Guericke-Universität Magdeburg erarbeitete ein Nutzungskonzept, das unter anderem auch wieder ein Restaurant vorsah. Eine Studentin schrieb eine Diplomarbeit über die Villa.
Eine neue tragfähige Nutzung ergab sich dann im Herbst 2008 mit dem Beschluss der Vollversammlung der Handwerkskammer Magdeburg das Gebäude als Verwaltungssitz der Kammer herzurichten. Die Sanierung wurde von der Vollversammlung am 28. Juli 2009 beschlossen, der Erwerb des Hauses erfolgte am 29. September 2009. Am 21. Oktober 2009 fand der symbolische erste Hammerschlag statt. Außerdem war ein Kuratorium gegründet worden.
Die Entwurfsplanung und Kostenschätzung für die anstehenden Arbeiten wurde vom Magdeburger Architekturbüro Ribbert Saalmann vorgenommen. Die Baugenehmigung erging im Frühjahr 2010. Am 25. Oktober 2010 wurden mit dem Beginn von Rodungsarbeiten auf dem Grundstück der Arbeiten aufgenommen, die symbolische Grundsteinlegung fand am 10. November 2010 bei Anwesenheit des Landeswirtschaftsministers Reiner Haseloff und des Magdeburger Oberbürgermeisters Lutz Trümper statt. Insgesamt wurden 10 Millionen € investiert, etwa ein Drittel hiervon waren Mehraufwendungen für den Denkmalschutz. An Fördermitteln flossen 800.000 € in das Projekt. Als Architekten waren an der Sanierung Ole Saalmann und Daniel Dehmel beteiligt. Um ausreichend Platz für die von der Handwerkskammer benötigten Büroräume zu schaffen, wurde das Gebäude um ein in moderner Formensprache gestaltetes Staffelgeschoss aufgestockt. Mit den eingeworbenen Fördermitteln wurde die Fassade wieder mit mehr Schmuckelementen versehen, wobei auf eine originalgetreue Rekonstruktion der ursprünglichen Fassadengestaltung aus Kostengründen verzichtet wurde. Die Balustrade wurde jedoch neu angefertigt. Auch der Mittelrisalit an der Ostfassade entstand neu, wenn auch in etwas einfacherer Form. Die Umbauten der 1950er Jahre an der Nordfassade wurden zurückgebaut und der ursprüngliche Zustand wiederhergestellt. Die Gründung des Hauses wurde versteckt und viele statisch bedeutsame Teile erneuert. Auch Anbauten aus den 1980er Jahren wurden wieder entfernt.
Auch im Inneren des Hauses bestand erheblicher Sanierungsbedarf. Aus der Bauzeit des Hauses blieb die Stuckdecke im Bereich des kleinen Eingangs erhalten. Darüber hinaus konnte das in den 1950er Jahren geschaffene Handwerkerfries bewahrt werden. Überwiegend wurde jedoch im Inneren ein moderner Bürobau geschaffen. In den 1990er Jahren eingefügter Trockenausbau wurde zurückgebaut. Elektro-, Heizungs-, Lüftungs- und Sanitäranlagen mussten erneuert, Fenster und Türen neu eingebaut werden. Über dem Innenhof wurde ein Glasdach gespannt. Insgesamt entstanden 40 Büros, drei Veranstaltungs- und vier Besprechungsräume.
Das Richtfest wurde am 27. Juni 2011 gefeiert, die Einweihung des Hauses fand am 16. November 2012 statt.
2013 folgte dann der Ausbau des Souterrains mit Gasträumen, Kühlzellen und Küchen zur Gaststätte, die am 1. November 2013 eröffnet wurde. Der Name der Gaststätte Selma & Rudolph nahm Bezug auf die Bauherrin des Hauses Selma Rudolph. Die Gaststätte wurde zum 31. Dezember 2018 geschlossen.
Im örtlichen Denkmalverzeichnis ist die Villa unter der Erfassungsnummer 094 70033 als Baudenkmal verzeichnet.
Das Haus gilt als eines der aufwändigsten Gebäude des Historismus in Magdeburg und wichtiges architektonisches Dokument großbürgerlicher Selbstdarstellung um die Jahrhundertwende zum 20. Jahrhundert.

## Persönlichkeiten
Im Haus residierten bekannte Persönlichkeiten, wenn sie sich in Magdeburg aufhielten. So wohnte vom 10. auf 11. August 1957 und somit bereits vor der offiziellen Eröffnung des Hotels der Partei- und Regierungschef der Sowjetunion, Nikita Chruschtschow im Haus. Auch der DDR-Staatschef Walter Ulbricht und der bekannte Radsportler Täve Schur gehörten zu den Gästen. Die Österreichische Wasserballnationalmannschaft wohnte vom 3. bis zum 7. Juni 1959 im Gebäude. Vom 3. auf dem 4. September 1961 übernachteten der sowjetische Kosmonaut German Stepanowitsch Titow und seine Ehefrau im Haus des Handwerks.
Über einen Aufenthalt Chruschtschows wird berichtet, dass er plötzlich verschwunden war und nach längerer Suche im Heizungskeller bei einer Flasche Wodka mit dem russischstämmigen Heizer des Hauses angetroffen wurde. Eine andere Geschichte des Besuchs ist, dass Chruschtschow versuchte, einen aus Kunststoff bestehenden Wasserhahn abzuschrauben. Er wollte ihn als Modell für eine Produktion in der Sowjetunion mitnehmen. Die deutsche Seite beschaffte ihm dann auf legalem Weg einen Wasserhahn. Außerdem, so wurde berichtet, habe Chruschtschow zum Essen selbst eine Schüssel mit Salzkartoffeln herumgereicht und die Anwesenden zum kräftigen Zulangen aufgefordert.